# 矢田中瀬古墳群
矢田中瀬古墳群（やたなかせこふんぐん）は、石川県七尾市矢田町地内にある矢田古墳群に含まれる、5基の円墳からなる古墳群である。

## 特色
造成年代は古墳時代後期とされる。近接した円墳であるが、南東部から北西方向に順次1号墳～5号墳と名付けられている。出土品は2号墳から須恵器、土師器、鉄製品が出土している。